# Télédétection
La télédétection est l'ensemble des techniques utilisées pour déterminer à distance les propriétés d'objets naturels ou artificiels à partir des rayonnements qu'ils émettent ou réfléchissent. Les techniques de télédétection comprennent l'ensemble du processus : la capture et l'enregistrement de l'énergie d'un rayonnement émis ou réfléchi par les objets observés, le traitement des données résultantes et enfin l'analyse des données finales. Ce processus met en œuvre un capteur (appareil photographique, laser, radar, sonar, lidar, sismographe, gravimètre, etc.) qui est généralement embarqué à bord d'une plateforme mobile : avion, satellite, ballon, navire (sonar), etc. La télédétection moderne repose normalement sur des traitements numériques mais peut tout aussi bien utiliser des méthodes non numériques. Une grande partie du spectre électromagnétique du rayonnement X aux ondes radios (en passant par l'ultraviolet, la lumière visible et l'infrarouge) peut être utilisée. Chaque partie du spectre est susceptible de fournir des informations sur l'objet : forme, température, composition chimique, moléculaire et minéralogie, distance, etc.
La technique de la télédétection apparaît avec l'invention de la photographie et l'essor de l'aviation, mais elle se développe plus particulièrement dans les années 1970 grâce à la mise au point des satellites d'observation de la Terre et de capteurs numériques. La télédétection a de multiples applications à la fois scientifiques et opérationnelles : météorologie, reconnaissance militaire, gestion des ressources agricoles et forestières, cartographie, gestion des catastrophes, étude du climat, modélisation des processus atmosphériques, etc.
La télédétection spatiale, dans le domaine de l'astronautique, est l'ensemble des connaissances et des techniques utilisées pour déterminer les caractéristiques de la surface et de l'atmosphère de la Terre ou d'une autre planète, par des mesures effectuées à partir d'un engin spatial évoluant à distance convenable de cette dernière. Le terme correspondant en anglais est remote sensing from space.

## Principe

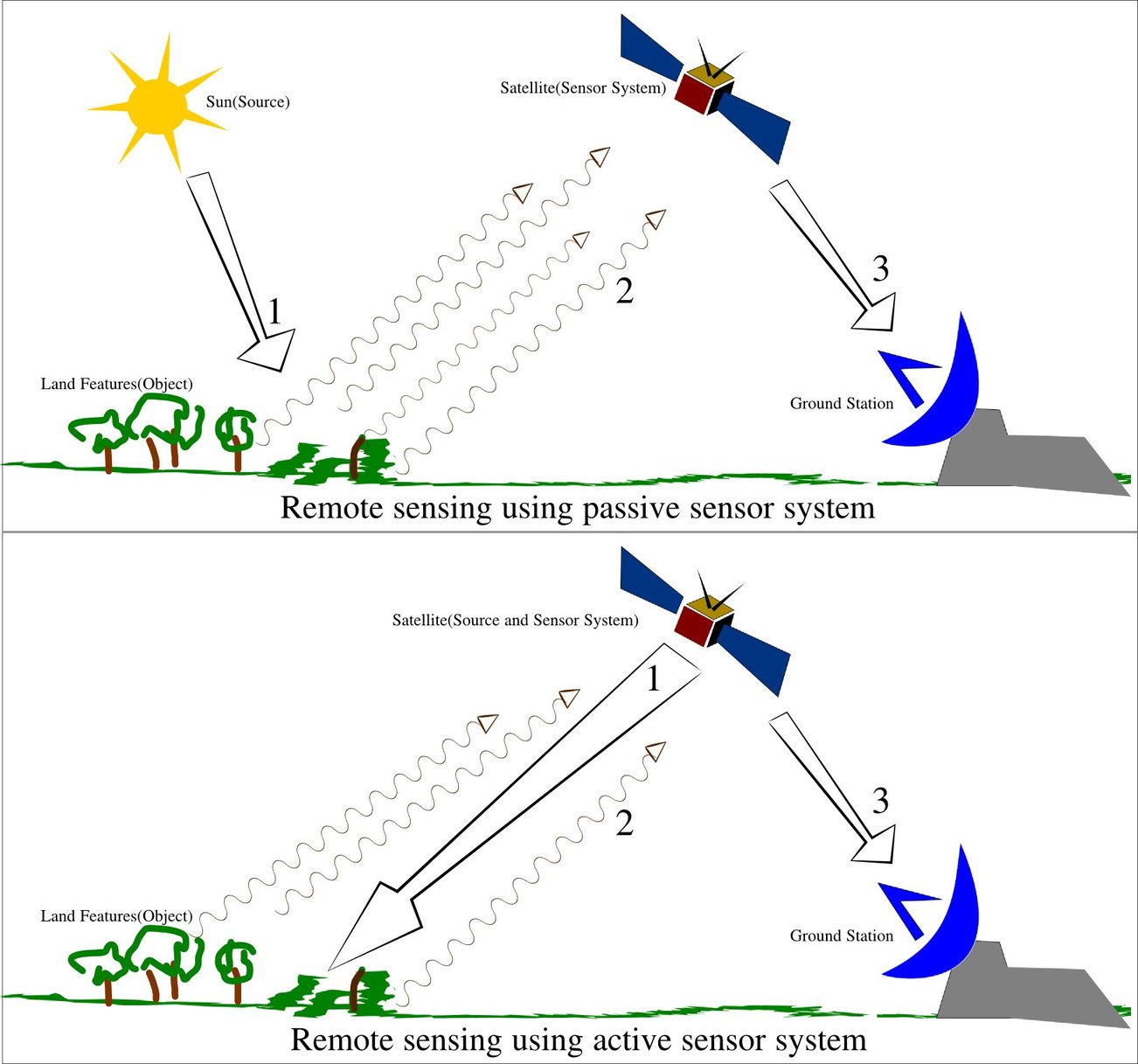
Schéma des processus de télédétection passive (en haut) et active. 1 : Le rayonnement du Soleil vient frapper la surface de la Terre (1). Le sol mais également l'atmosphère réfléchit une partie de ce rayonnement vers l'espace (2) mais il émet également en permanence un rayonnement thermique. Ce rayonnement est mesuré par l'instrument embarqué dans le satellite qui renvoie ces informations aux stations terriennes (3). Si l'instrument est de type actif (radar, télémètre laser), il émet un rayonnement (1) qui est en partie renvoyé (2) puis analysé par l'instrument à bord du satellite.

La télédétection est une méthode d'acquisition qui exploite principalement la mesure du rayonnement électromagnétique soit émis soit réfléchi par les objets étudiés.

### Rayonnement électromagnétique
Le rayonnement électromagnétique est une onde qui transporte de l'énergie et qui se déplace à la vitesse de la lumière. Il est composé d'un champ électrique et d'un champ magnétique. Le champ électrique varie en grandeur et est orienté perpendiculairement à la direction de propagation du rayonnement. Le champ magnétique est orienté  perpendiculairement au champ électrique. La principale propriété d'un rayonnement électromagnétique est sa longueur d'onde (λ) qui est la distance entre deux crêtes successives de l'onde. Elle est exprimée en unité dérivée du mètre (nanomètre : 10−9 m ; micromètre : 10−6 m ; millimètre : 10−3 m, etc.). La fréquence (ν = c λ mesure le nombre d'oscillations par unité de temps. Elle se calcule avec la formule ν = c x λ (avec c = vitesse de la lumière).
On classifie le rayonnement électromagnétique en fonction de sa longueur d'onde : le spectre électromagnétique va des courtes longueurs d'onde (rayons gamma, rayons X) aux grandes longueurs d'onde (micro-ondes et ondes radio) en passant par l'ultraviolet, la lumière visible et l'infrarouge. La quantité d'énergie transportée par l'onde électromagnétique décroit avec la longueur d'onde. Une grande partie du spectre électromagnétique peut être utilisée pour la télédétection. On utilise plus particulièrement (par longueur d'onde croissante) :
- l'ultraviolet (0,1 à 0,4 micromètre) : certains matériaux de la surface de la Terre (roches, minéraux) émettent de la lumière visible lorsqu'ils sont illuminés par un rayonnement ultraviolet (fluorescence) ;
- la lumière visible (entre 0,4 et 0,7 micromètre du violet au rouge), qui représente une toute petite partie du spectre électromagnétique, est le seul rayonnement que nos yeux peuvent détecter et qu'on peut associer à une couleur. Cette lumière que nous voyons d'une couleur uniforme est composée d'une multitude d'ondes de longueur différentes qui peuvent être rendues visibles en la décomposant avec un prisme ;
- l'infrarouge (0,7 à 1000 micromètres) exploité est de deux types : l'infrarouge réfléchi (0,7 à 3 micromètres) et l'infrarouge thermique (de 3 à 100 micromètres). Contrairement aux autres rayonnements qui ont leur origine directement ou indirectement dans le rayonnement solaire, le rayonnement thermique est principalement un rayonnement émis directement par l'objet sous forme de chaleur ;
- le rayonnement hyperfréquence/micro-onde (1 mm à 1 m) sont utilisées par exemple pour la télédétection par radar.

Le spectre électromagnétique.

### Sources du rayonnement utilisé pour la télédétection
L'instrument utilisé pour la télédétection observe un domaine de fréquences précis qui peut être situé dans l'infrarouge, la lumière visible, les micro-ondes, l'ultraviolet, le rayonnement X ou les ondes radio. Ceci est rendu possible par le fait que les objets étudiés (surface, plantes, maisons, plans d'eau ou masses d'air) émettent ou réfléchissent du rayonnement à différentes longueurs d'onde et intensités en fonction de leurs composants et de leur état. Certains instruments de télédétection utilisent également des ondes sonores de façon similaire tandis que d'autres mesurent des variations dans des champs magnétiques ou gravitaires.
La rayonnement électromagnétique exploité par le processus de télédétection peut provenir des sources suivantes :
- Le rayonnement solaire réfléchi par l'objet observé
- Le rayonnement émis par l'objet observé (rayonnement thermique)
- Le rayonnement émis par l'instrument utilisé pour la télédétection (para exemple radar) et réfléchi par l'objet observé.

### Interactions du rayonnement avec l'atmosphère

Pourcentage d'absorption (ou opacité) atmosphérique de la Terre à diverses longueurs d'onde et radiation électromagnétique, y compris lumière visible.

L'instrument utilisé pour la télédétection est généralement installé à bord d'un avion ou d'un satellite circulant sur une orbite basse. Le rayonnement source (rayonnement solaire) a traversé l'atmosphère terrestre avant d'atteindre l'objet et l'a à nouveau traversé pour revenir vers l'instrument. Les particules et les gaz composant l'atmosphère interagissent en bloquant (absorption optique) ou en déviant en partie le rayonnement (diffusion).
L'absorption optique survient parce que des molécules absorbent l'énergie de certaines longueurs d'onde : l'ozone absorbe les ultraviolets, le dioxyde carbone absorbe une grande partie de l'infrarouge thermique (ce qui contribue à l'effet de serre) et la vapeur d'eau absorbe une grande partie de l'infrarouge dans les grandes longueurs d'onde et les hyperfréquences de petites longueurs d'onde. L'impact de l'absorption varie en fonction de l'altitude (couche atmosphérique plus ou moins épaisse) et de la quantité de vapeur d'eau. Dans un ciel limpide et à haute altitude il est fortement réduit. Le phénomète d'absorption a un impact important sur les longueurs d'onde utilisées pour la télédétection.
L'effet de la diffusion dépend de la longueur d'onde, de la densité des particules et des molécules et de l'épaisseur de la couche atmosphérique. Trois processus peuvent jouer un rôle dans la diffusion :
- La diffusion de Rayleigh a lieu lorsque la taille des particules est inférieure à la longueur d'onde du rayonnement. L'effet est plus important sur les longueurs d'onde courtes. Ce type de diffusion, qui est à l'origine de la couleur bleue du ciel, se déroule dans les couches supérieures de l'atmosphère.
- La diffusion de Mie se produit lorsque les particules sont presque aussi grandes que la longueur d'onde du rayonnement. Elle est produite par la poussière, le pollen, la fumée et l'eau. Elle touche plus particulièrement les grandes longueurs d'onde et se produit dans les couches inférieures de l'atmosphère. Ce type de diffusion domine lorsque le ciel est couvert.
- La diffusion non sélective découle de la présence de particules (gouttes d'eau, grosses particules de poussière) beaucoup plus grosses que la longueur d'onde du rayonnement. Elle touche toutes les longueurs d'onde. Elle est à l'origine de la couleur blanche des nuages et du brouillard.

### Interactions entre le rayonnement et l'objet observé

Schéma résumant les interactions du rayonnement avec l'atmosphère et l'objet observé.

Le rayonnement électromagnétique qui a réussi à traverser l'atmosphère va interagir avec l'objet observé. Il peut être absorbé par celle-ci, traverser l'objet ou être réfléchi par celui-ci. C'est le rayonnement réfléchi qui peut être exploité par le processus de télédétection. Les trois modes peuvent être combinés dans des proportions variables pour une longueur d'onde donnée. Cette interaction dépend de la longueur d'onde du rayonnement, de la nature de la surface et de sa texture. Il y a deux types de réflexion : la réflexion spéculaire (le rayonnement est renvoyé dans la même direction comme dans le cas d'un miroir) et la réflexion diffuse (le rayonnement est réfléchi dans toutes les directions). La plupart des objets combine ces deux types de réflexion. Le mode de réflexion dépend de l'amplitude de la rugosité de la surface par rapport à la longueur d'onde du rayonnement incident. Si la longueur d'onde est plus petite que la rugosité, la réflexion diffuse domine (par exemple sur une plage la réflexion diffuse domine car les grains de sable ont un diamètre de l'ordre de quelques centaines de micromètres alors que la longueur de la lumière visible est inférieure au micromètre).
Remarque : alors que l'astronomie pourrait être considérée comme de la télédétection (poussée à l'extrême), le terme télédétection est généralement réservé aux observations terrestres.

## Plateformes et capteurs

### Plateformes
- Plateformes mises en œuvre à courte distance
  - Système tomographique pour des applications médicales, industrielle ou spatiale (exploration in situ)
  - Radars d'instrumentation
- Plateformes à longue distance
  - Avions
  - Satellites

### Capteurs
Parmi les capteurs on distingue les capteurs passifs (typiquement caméra optique) qui analysent le rayonnement émis par l'objet observés et les capteurs actifs (typiquement radar) qui analysent la réflexion du rayonnement qu'ils émettent.

#### Capteurs optiques
Les capteurs optiques sont des systèmes passifs qui mesurent l'énergie électromagnétique en provenance de l'objet observé. Cette énergie peut être celle du Soleil qui a été réfléchie (rayonnement allant du visible à l'infrarouge moyen) ou celle émise par l'objet observé (infrarouge thermique ou lointain). L'instrument peut privilégier la dimension spatiale : c'est alors un radiomètre imageur (notre appareil photo) ou la dimension spectrale et c'est alors un spectro-radiomètre. L'instrument peut capter à la fois les dimensions spatiale et spectrale et c'est alors un spectro-imageur.
Les capteurs optiques peuvent utiliser différentes techniques d'acquisition :
- Acquisition matricielle
- Acquisition ligne par ligne (push-broom en anglais)
- Acquisition pixel par pixel

#### Capteurs à micro-ondes
- Radar à synthèse d'ouverture
- Altimètre radar
- Diffusiomètre à vent

## Utilisations
La télédétection permet de nos jours d'observer l'ensemble de la planète dans tout le spectre électromagnétique avec une résolution spatiale inférieure au mètre dans le domaine optique. Une même région peut être observée à des intervalles rapprochées. Une des limites de la télédétection est qu'elle fournit des informations principalement sur la surface des sols. On peut distinguer les usages en fonction du domaine auquel ils s'appliquent : maritime, terrestre, atmosphérique.

### Applications terrestres

#### Forêts
- Type de végétation
- Caractéristiques des forêts

Des inventaires forestiers (comptage d'arbres, évaluation de la biomasse ou de l'état de stress et de santé des arbres) utilisent de plus en plus l'imagerie aérienne, voire satellitaire (dont dans l'infrarouge). La précision est croissante, notamment pour les résineux, et moindrement pour la forêt tempérée feuillue. L'identification des espèces n'est pas fiable pour les forêts tropicales (sauf cas particuliers à floraison ou port caractéristiques).

#### Agriculture
- Inventaire des cultures
- Prévisions de récoltes
- Évaluation des dommages causés par la sécheresses et les inondations
- Contrôle des maladies des cultures et des nuisibles
- Détermination du stress hydrique ou nutritionnel des cultures

#### Suivi des zones urbaines
Les applications dans ce domaine dépendent de la résolution spatiale et du nombre de bandes spectrales disponibles. Ces applications sont :
- Suivi de la croissance urbaine au niveau local, régional et global
- Utilisation du sol
- Vulnérabilité en cas de catastrophes
- Évaluation des dommages après une catastrophe
- Télédétection à très haute résolution

#### Couverture et utilisation du sol
La télédétection permet d'obtenir des cartes d'utilisation du sol et des couvertures terrestres qui sont utilisées pour faire face aux changements induits par la croissance de la population, le développement économique et les changements climatiques. En effet ces changements ont des répercussions sur la santé, l'économie et l'environnement. Il n'existe pas de norme pour représenter les différents types de couverture. Il existe par exemple GCL2000 (instrument VEGETATION), CORINE (instrument SPOT/Landat)  ou GLOB-COVER (instrument MERIS).

#### Cartographie
La résolution spatiale des capteurs récents permet de réaliser des cartes ou d'alimenter des systèmes d'information géographique (SIG). Les cartes topographiques sont souvent produites à l'aide de paires stéréographiques de photos aériennes permettant de recréer une image en trois dimensions.
Les modèles numériques de terrain peuvent être produits par interférométrie (à l'aide du radar à ouverture synthétique), méthode consistant à enregistrer une série de mesures de la cible à partir d'un avion, d'un satellite ou d'une navette spatiale. La combinaison des données issues de ces mesures offre une carte détaillée contenant de l'information sur la couverture du sol, le relief ou encore le mouvement à une échelle centimétrique. Les données couvrent généralement des bandes de plusieurs kilomètres de largeur.

#### Catastrophe naturelles
- Prévention des catastrophes naturelles (incendie, inondation, tremblement de terre, éruption volcanique, sécheresse).
- Suivi en temps réel des catastrophes
- Analyse des impacts
- Suivi des opérations de réhabilitation.

Les tremblements de terre sont localisés a posteriori en comparant des sismogrammes enregistrés en différents lieux ; l'intensité relative et la précision temporelle de l'enregistrement conditionnent la qualité de l'information sur le lieu du tremblement.
Dans le cadre de la lutte contre la désertification (LCD), la télédétection facilite le suivi et la surveillance à long terme des zones à risques, la définition des facteurs de désertification, l’aide à la prise de mesures adéquates de gestion environnementale par les décideurs et l’évaluation de l’impact de ces mesures.

#### Applications militaires
- Opérations de renseignement
- Cartographie
- Vérification des traités internationaux
- Contrôle des frontières.

#### Autres applications
- Géologie : minéraux, sédimentation, érosion
- Humidité du sol
- Topographie
- Archéologie
- Géodésie

### Applications maritimes
- Température de la surface de la mer
- Niveau de la mer
- Salinité
- Vents de surface (vitesse et direction) : Le vent de surface est le mouvement de l'atmosphère relatif à la surface de l'océan. La vitesse et la direction de ce vent sont traditionnellement mesuré in situ par des anémomètres fixés sur des bouées, plates-formes ou navires, mais la couverture est très partielle. Il peut être mesuré depuis un satellite circulant sur une orbite basse avec un radar Doppler (diffusiomètre) qui exploite la diffraction de Bragg, des ondes superficielles influencées par les changements des vents à la surface. Le recours aux radiomètres à micro-ondes est plus récent : cet instrument passif mesure la luminosité produite par la rugosité de la surface de l'océan générée par le vent[6].
- Courants marins
- Couleur de l'océan
- Qualité de l'océan
- Acidité
- Gestion des zones côtières
- Bathymétrie (érosion, sédimentation). Les fonds marins sont cartographiés grâce à l'usage des sonars.

### Applications atmosphériques
L'atmosphère est un mélange de gaz composé de plusieurs couches aux caractéristiques différentes. Elle joue un grand rôle dans le climat en assurant la circulation à grande échelle de l'air dans la troposphère processus qui permet de répartir la chaleur autour de la Terre. Lorsque le rayonnement électromagnétique traverse l'atmosphère il est absorbé ou diffusé par les particules présentes. Par ailleurs l'atmosphère émet un rayonnement infrarouge thermique.
Les principales applications associées aux observations de l'atmosphère sont :
- Les prévisions météorologiques. Les précipitations  peuvent être détectés par radars[7].
- L'analyse des concentrations et des caractéristiques des gaz atmosphériques
- La prévention des catastrophes (tempêtes, vents, etc.)
- Les énergies renouvelables (éolien, solaire)
- La qualité de l'air: pollution, aérosols, brumes, etc.
- La mesure des gaz à effet de serre
- Le changement climatique

## Traitement des données
Les données collectées par les capteurs doivent être traitées pour que des informations exploitables puissent être communiquées aux utilisateurs finaux. Ce sont des traitements complexes et lourds (quantités de données) dont les caractéristiques dépendent des capteurs utilisés. On retrouve toutefois toujours les mêmes étapes :
- Correction radiométrique
- Correction atmosphérique
- Correction géométrique
- Prise en compte des nuages
- Traitement des images : contraste, représentation en couleurs, indices spectraux, filtrages de convolution, transformée de Fourier, fusion d'images
- Analyse de l'image : détection des structures, classification thématique

## Historique

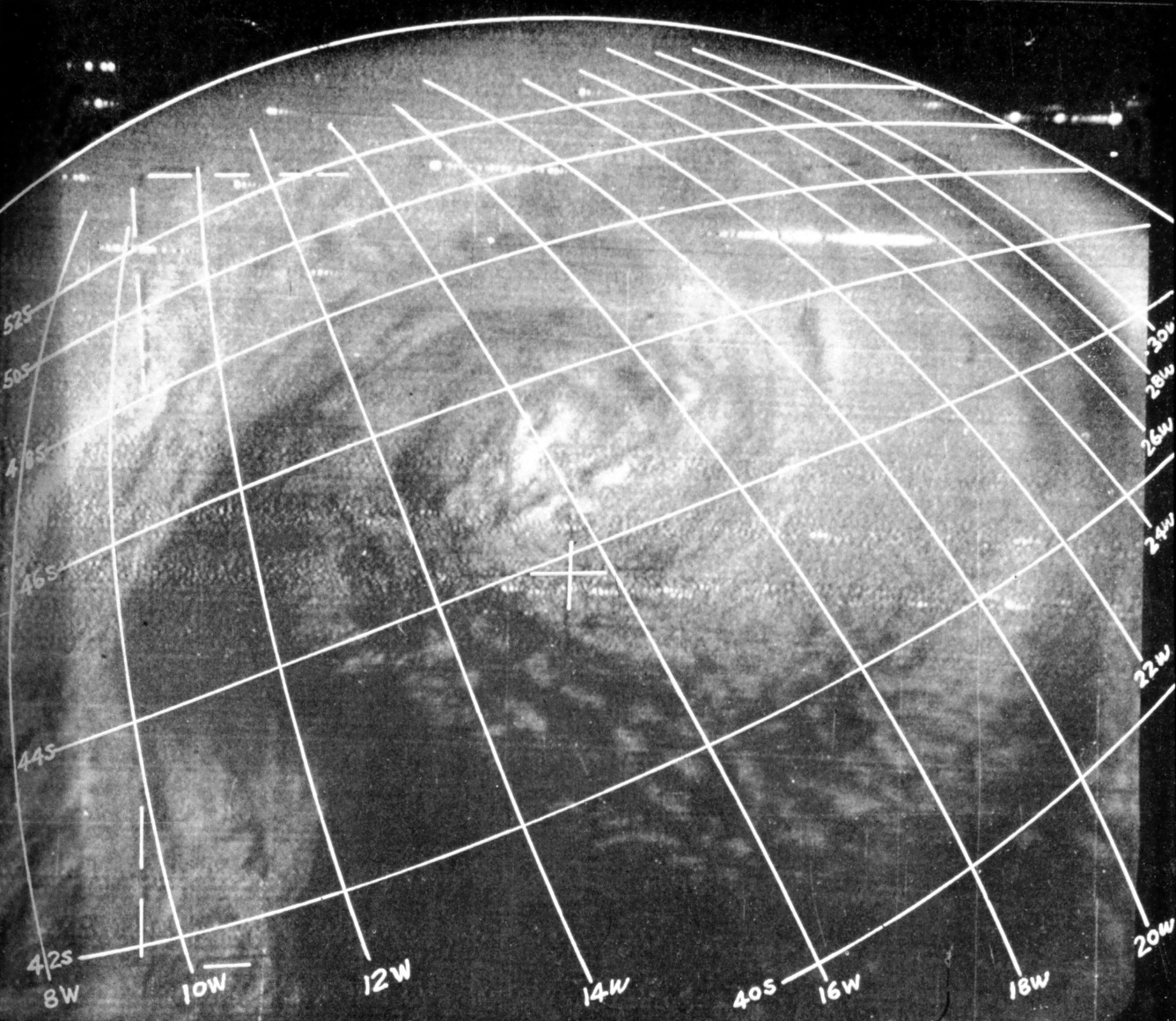
Photo d'ouragans prise par le satellite Tiros-1 premier satellite de télédétection civil (1961).

Le terme français de télédétection a été créé d'après le terme anglais remote sensing. C'est Evelyn Pruitt, géographe, chercheuse à l'US Navy, qui l'a inventé au début des années 1960, consciente des nouvelles opportunités offertes par les évolutions techniques en imagerie après la 2e guerre mondiale. Le développement de la télédétection est en effet lié à l'invention de la photographie, à l'essor de l'aéronautique, puis à la conquête spatiale, et au développement des caméras multispectrales, films infrarouges et scanners.

### Invention de la photographie aérienne
La photographie de Paris réalisée depuis un ballon en 1860 par le photographe Nadar marque ses débuts. Durant le siège de Paris, des clichés sont pris depuis des ballons captifs pour obtenir des informations sur le dispositif militaire de l'adversaire.
Durant près d'un siècle la télédétection est principalement mise en œuvre pour des activités de cartographie et de reconnaissance militaire en utilisant des caméras embarquées à bord d'avions.

### Les satellites artificiels
Les satellites artificiels (premier lancement en 1957 de Spournik-1) modifient complètement la donne en permettant de collecter des données sur la planète entière dans un laps de temps très court. Tiros-1, mis en orbite en 1960, est le premier satellite expérimental consacré à cet objectif. Sur le plan technique ces engins continuent à utiliser soit des appareils photographiques à film argentique qui doivent être numérisés ou renvoyés sur Terre soit des capteurs analogiques (tube cathodique vidicon) qui fournissent des images de basse qualité. Ces appareils sont remplacés par des détecteurs photoélectriques à l'état solide au début des années 1970. Il s'agit d'abord d'un détecteur élémentaire (un seul pixel) qui nécessite un double balayage pour enregistrer une image. C'est ce type de capteur qui est mis en œuvre par Landsat-1 (1972), premier satellite d'observation de la Terre civil opérationnel développé par l'agence spatiale américaine, la NASA. Les barrettes de détecteurs alignés, qui permettent de capter une ligne entière de l'image (technique pushbroom (en)) sont utilisées pour la première fois par le satellite français Spot 1 placé en orbite en 1986. Celui-ci inaugure la commercialisation des images obtenues par télédétection spatiale. Des capteurs composés des matrices de détecteurs permettant de capter une image en une seule phase apparaissent à la fin des années 1980. Depuis leur capacité (nombre de pixels) et leur sensibilité (nombre de pixels) n'a cessé de s'améliorer. Un réseau coordonné de satellites météorologiques géostationnaires, première grande application civile de la télédétection, est mis en place entre 1974 et 1978 sous les auspices de l'Organisation Météorologique Mondiale.
En 1978 le satellite de la NASA Seasat emporte pour la première fois un radar à synthèse d'ouverture qui est utilisé pour effectuer des mesures au-dessus des océans. Le satellite Landsat-4, lancé en 1982 est le premier à fournir des images à haute résolution spatiale. Le satellite IKONOS lancé en 1999 est le premier à fournir des images à très haute résolution spatiale (moins de 1 mètre).

## En France
Il existe à Montpellier une maison de la télédétection, qui réunit des équipes pluridisciplinaires de recherche et des instituts de recherche pour constituer un pôle de recherche appliquée en télédétection et information géographique.